# 4700 Carusi
4700 Carusi è un asteroide della fascia principale. Scoperto nel 1986 da Edward Bowell, presenta un'orbita caratterizzata da un semiasse maggiore pari a 2,5624484 UA e da un'eccentricità di 0,2009930, inclinata di 5,42990° rispetto all'eclittica.
Il suo nome deriva dall'astrofisico italiano Andrea Carusi.